# Yuliani Santosa
Yuliani Santosa (* 29. Oktober 1971 in Semarang) ist eine ehemalige indonesische Badmintonspielerin.

## Karriere
Yuliani Santosa gewann 1991 die Asienmeisterschaft und die Polish Open. Ein Jahr später siegte sie bei den Polish Open. 1993 war sie bei den Swiss Open erfolgreich. Bei den Olympischen Sommerspielen 1996 wurde sie Neunte im Dameneinzel. Mit dem Sieg im Uber Cup 1994 wurde sie Mannschaftsweltmeisterin.

## Erfolge
| Saison | Veranstaltung        | Disziplin   | Platz | Name            |
| ------ | -------------------- | ----------- | ----- | --------------- |
| 1991   | Polish International | Dameneinzel | 1     | Yuliani Santosa |
| 1991   | Asienmeisterschaft   | Dameneinzel | 1     | Yuliani Santosa |
| 1992   | Chinese Taipei Open  | Dameneinzel | 1     | Yuliani Santosa |
| 1993   | Swiss Open           | Dameneinzel | 1     | Yuliani Santosa |
| 1993   | Südostasienspiele    | Dameneinzel | 2     | Yuliani Santosa |
| 1994   | Uber Cup             | Damenteam   | 1     | Indonesien      |